# 张公制
张公制（1876年—1966年），原名张介礼，字公制，山东安丘人，清末民初及中华人民共和国时期政治人物，曾任清末山东咨议局议员、民国初年山东省议会议长、中华人民共和国时期青岛市副市长、全国人大代表。

## 生平
张公制1876年生于安丘县，张氏为安丘县城内望族。1902年（光绪二十八年）中举。1906年任安丘县劝学所首任总董，主持全县教育事业，组织开办多所学堂。1909年当选山东咨议局议员。1910年莱阳县发生农民抗捐抗税斗争，张公制与丁佛言、曲荔斋等人因反对镇压而辞职。1911年辛亥革命时协助革命党人策划诸城起义。1912年经丁佛言介绍加入共和党。1913年春出任山东省议会议长，期间组织政治团体“诚社”并任社长，与王景尧、张伯秋主办《大东日报》并出版《劳动周刊》，同时曾出任济南育英中学校长。1915年在《大东日报》登文反对袁世凯称帝，其后曾任第二届山东省议会副议长、第三届山东省议会议员。1919年弹劾山东省督军张树元，之后又反对次任督军田中玉增加田赋。1925年张宗昌出任督军后辞职回乡。
1928年张公制迁居青岛。1937年七七事变后回到安丘，不久又避居青岛，国民党军厉文礼部、伪青岛特别市公署等方面邀请他任职，均被他谢绝。1945年日本投降后仍拒绝国民政府的任职邀请。1949年青岛解放前夕，张公制经中国人民解放军胶东军区请求，利用其个人声望，出面制止国民党军撤退前的破坏行为，并面见第十一绥靖区司令刘安祺，规劝其制止军队破坏行为。
青岛解放后，张公制于1949年9月至1955年先后任青岛市第一届至第五届各界人民代表会议常设委员会（自第二届起称协商委员会）委员。1950年9月当选青岛市副市长。1954年任青岛市政协委员会常务委员（党派九三学社）、青岛市人大代表、山东省人大代表、全国人大代表，担任上述公职直至逝世。1966年10月29日在青岛病逝。